# Tiago Cardoso
Tiago Cardoso dos Santos, mais conhecido como Tiago Cardoso ou simplesmente Tiago (Altos, 8 de maio de 1984), é um ex futebolista brasileiro que atuava como goleiro.
No Santa Cruz foi considerado um Ídolo por ter conseguido 5 títulos do Campeonato Pernambucano, 3 acessos, o título de Campeão da Copa do Nordeste, o título de Campeão do Campeonato Brasileiro Série C, os vice-campeonatos do Campeonato Brasileiro Série B e Campeonato Brasileiro Série D, levando o Santa Cruz de volta a elite do futebol nacional após 10 anos. Por muitos, é considerado o melhor goleiro da história do Santa Cruz.

## Carreira

### Como jogador

#### Início
Tiago iniciou nas categorias de base do Tiradentes-PI, em 1999. No ano seguinte 2000, se transferiu para o Juazeiro-CE, onde se profissionalizou. Em 2001, foi jogar no Ceará e teve a oportunidade de vestir a camisa 1 do Alvinegro cearense com apenas 16 anos. No segundo semestre de 2001, foi contratado pelo Atlético Paranaense, onde foi campeão brasileiro.
No segundo semestre de 2002, Tiago foi emprestado ao Grêmio Maringá para a disputa da Série C do Brasileiro, mas logo retornou ao Furacão, onde permaneceu até 2007 e foi campeão paranaense em 2005. Em 2007, o goleiro foi jogar no Fortaleza, tendo conquistado o bicampeonato cearense 2007-2008.
Sagrou-se ídolo do Fortaleza em 2008. Em uma partida pela segunda fase do primeiro turno do campeonato cearense 2008 num jogo entre Fortaleza e Horizonte, defendeu 4 Pênaltis, sendo 1 no tempo regulamentar e outros 3 na disputa das penalidades máximas. Depois da prorrogação, o Fortaleza venceu por 3 a 1 nos pênaltis, sendo Tiago o melhor jogador em campo.
Passou também pelo ABC em 2009, e em 2010, atuou pelo Monte Azul.

#### Santa Cruz
No início de 2011, foi contratado pelo Santa Cruz para a disputa do Campeonato Pernambucano de Futebol, onde foi campeão e eleito o melhor goleiro e craque do campeonato, e da Copa do Brasil. Na Série D foi vice-campeão e conseguiu o acesso para a Série C de 2012.
Em 2012, foi bicampeão pernambucano, fazendo grandes defesas na final contra o Sport. Embora não tenha conseguido o acesso no final do ano, renovou com o Santa Cruz até o final de 2013. Em 2013, foi tricampeão pernambucano, repetindo seus feitos anteriores em finais.
Na metade de 2013, já como capitão e ídolo, Tiago anuncia sua permanência no Tricolor do Arruda mesmo com especulações de outros times, jogando a Série C de 2013 pelo Tricolor. No início de agosto, no jogo contra o Sampaio Corrêa, completou 100 jogos com a camisa do tricolor pernambucano. No mesmo ano, jogando no Arruda com um público de 60.040 pessoas, ele, junto com o elenco do Santa Cruz, conseguiu um feito que há seis anos o clube não conseguia: subir para a Série B, ao conquistar o título da Série C de 2013, tornando-se um dos heróis da partida por fazer defesas milagrosas na vitória sobre o Betim-MG. Em janeiro de 2014, renovou por mais 2 anos com o Santa. No jogo contra o Ceará pela Série B de 2014, no qual o Santa Cruz venceu por 2 x 0 na Arena Castelão em Fortaleza, o jogador foi essencial para o time, sendo uma muralha no gol.
| “ | Com certeza está entre as partidas mais importantes que já fiz em relação a defesas feitas. Um dia irei olhar para trás e me orgulhar dessa partida. | ” |

No final de 2014, teve uma contusão que o deixou fora do início de 2015. Após 7 meses, volta a treinar pelo Santa Cruz.. Volta a atuar contra o Atlético Goianiense, na vitória do tricolor por 3x0. Completa 200 jogos com a camisa coral novamente contra o Sampaio Corrêa, no empate em 0x0.
No dia 21 de novembro de 2015, na 37ª rodada, consegue o acesso à elite do futebol brasileiro com o tricolor após 5 anos, e garante também o vice-campeonato da Série B de 2015. No dia 18 de dezembro de 2015 renova contrato por mais 2 anos com o tricolor, acertando até 2017 e jogando a Série A pelo clube.
No dia 1 de maio de 2016 conquista a Copa do Nordeste pelo Santa Cruz, sendo capitão do time durante a competição. Em menos de uma semana após o título regional, conquista também o estadual pela 5° vez em 6 anos, com participação decisiva do goleiro, com uma defesa espetacular, marca história para o jogador e para o clube, 2 títulos em 1 semana, e para coroar, terminou com o melhor goleiro da estadual pela 3° vez, e da Copa do Nordeste pela primeira vez.

#### Náutico
Em dezembro de 2016, foi confirmado como novo reforço do Náutico para a temporada de 2017.

#### Botafogo-SP
Após rescindir o contrato com o Náutico, Tiago acertou com o Botafogo-SP.
Jogou o Campeonato Paulista Série A1 e foi destaque na Série C 2018, ao ajudar o time a conseguir acesso a Série B 2019. Após o acesso ele pediu para rescindir o contrato com o clube e não foi relacionado ao primeiro jogo da Semi-Final da Série C.

#### Goiás
Após conquistar o acesso com o Botafogo-SP, o goleiro assinou contrato com o Goiás para a reta final da Série B.

## Títulos
Atlético Paranaense
- Campeonato Brasileiro: 2001
- Campeonato Paranaense: 2005

Fortaleza
- Campeonato Cearense: 2007, 2008

Santa Cruz
- Campeonato Pernambucano: 2011, 2012, 2013, 2015 e 2016
- Campeonato Brasileiro - Série C: 2013
- Taça Chico Science: 2016
- Copa do Nordeste: 2016

Botafogo-SP
- Campeonato Brasileiro - Série C: 2018 Acesso

### Prêmios individuais
- Melhor Goleiro do Campeonato Pernambucano: 2011, 2013 e 2016
- Craque do Campeonato Pernambucano: 2011
- Melhor Goleiro da Copa do Nordeste: 2016[13]